# Ледянко Микола Опанасович
Микола Опанасович Ледянко (8 листопада 1898, с. Башарівка, нині Дубенського району Рівненської області — 6 серпня 1963, Харків) — український радянський драматург, прозаїк.

## Біографія
Микола Опанасович Ледянко народився 8 листопада 1898 року в с. Башарівка поблизу м. Радзивилів (нині Радивилів) у сім'ї робітника-будівельника.
Закінчив Дубенську гімназію (1918). Працював у ревкомі, у наросвіті. У Шепетівській радянсько-партійній школі викладав мову та арифметику. Тут же керував літературною студією, сам пробував писати.
Переїхав до Харкова, працював інспектором політосвіти Південної залізниці. Разом з Іллею Гонімовим вивчав життя Донбасу з метою спільного написання книги про історію цього краю — так появився роман «На-гора».
Учасник німецько-радянської війни. Був кореспондентом армійської газети.
Почав друкуватися у 1922 р. Був членом ВУСПП. Член СП СРСР з 1934 року.
Нагороджений орденом Вітчизняної війни 2-го ступеня та медалями.

## Твори
Автор:
- п'єс «Перший штурм» (1925), «Запалахкотіло» (1926), «Марка Ке» (1931);
- книжок оповідань і нарисів «Барило руде» (1930), «Загрозливо гуркотіли колеса», «Нумери в табелі», «Перший випал», «Сестра», «Товариш», «Отак», «Старе, молоде і „Лідія“», «Що наша кров» (усі — 1931), «Аврал», «Єсть-єсть!», «Шуша з „Італії“» (усі — 1932), «За тамтой берег» (1933), «Любов» (1955);
- повістей та романів «На-гора» (1929), «В імлі позолоченій» (1930), «Всі на-го-ра!» (1933), «Крюйспеленг» (1934), «Солдати революції» (1955), «На-гора» (1959).